# Pełna klatka

Wielkości matryc w aparatach cyfrowych

Pełna klatka (FF, ang. Full Frame) – termin odnoszący się do cyfrowych aparatów fotograficznych, które posiadają matrycę światłoczułą wielkości klatki 35 mm, czyli o wymiarach 36×24 mm, używanej w klasycznych aparatach małoobrazkowych.
Aparaty pełnoklatkowe były kontynuacją i naturalnym krokiem w ewolucji fotografii cyfrowej. W erze aparatów analogowych były trzy podstawowe formaty filmów: małoobrazkowy, średni oraz duży format. Pierwsze aparaty cyfrowe miały o wiele mniejsze matryce, a gdy w końcu powstały aparaty z klatką 35 mm – nazwano je pełnymi klatkami, aby odróżnić je od tych mniejszych formatów.
Aparaty pełnoklatkowe powstały w wyniku dążenia do osiągania coraz lepszej jakości wykonywanych zdjęć. Aparaty te nie były końcem tej ewolucji, istnieją także cyfrowe aparaty średnioformatowe, jak np. Pentax 645d, aparaty firmy Hasselblad czy Phase One.
W aparatach posiadających przetworniki obrazowe o mniejszych rozmiarach używa się pojęcia ekwiwalent ogniskowej obiektywu, który jest iloczynem mnożnika ogniskowej (tzw. crop) i długości ogniskowej obiektywu aparatu z rozmiarem przetwornika obrazu dla tej wartości crop. W ten sposób można porównać kąty widzenia różnych matryc dla konkretnego obiektywu. Istotnym jest, że wyznaczona wartość nie zmienia ogniskowej obiektywu, ponieważ jest ona wielkością fizyczną niezależną od rozmiarów zastosowanej matrycy. Przykład: ogniskowa 35 mm dla formatu APS-C dla aparatów Nikon z mnożnikiem 1,5 to odpowiednik 52,5 mm, czyli obiektyw standardowy.
Aparatami pełnoklatkowymi mogą być lustrzanki, bezlusterkowce, aparaty dalmierzowe takie jak Leica lub też aparaty kompaktowe jak Sony Cyber-shot DSC-RX1.

## Cyfrowa lustrzanka pełnoklatkowa
Cyfrowa lustrzanka pełnoklatkowa, nazywana również aparatem full-frame (w skrócie FF) lub full-frame DSLR (FFDSLR, ang. full frame digital single lens reflex camera), to lustrzanka cyfrowa wyposażona w matrycę światłoczułą ekwiwalentną do rozmiaru klatki 35 mm, czyli o wymiarach 36×24 mm. Aparat full-frame jest cyfrowym odpowiednikiem klasycznej małoobrazkowej lustrzanki jednoobiektywowej. Rozmiar matrycy jest główną cechą odróżniającą aparaty tego typu od wprowadzonych wcześniej lustrzanek cyfrowych z matrycą APS-H, APS-C, 4/3 lub mniejszą.